# Cardiocondyla paradoxa
Cardiocondyla paradoxa é uma espécie de formiga do gênero Cardiocondyla, pertencente à subfamília Myrmicinae.